# Ugo II di Ponthieu
Ugo II di Ponthieu, in francese: Hugues II de Ponthieu (... – 20 novembre 1052), fu conte di Ponthieu e signore d'Aumale dal 1045 alla sua morte.

## Origine
Secondo il "Chronicon centulense", ou Chronique de l'abbaye de Saint-Riquier, Enguerrand I di Ponthieu era il figlio primogenito del protettore (avoué) di Saint-Riquier e di Forest-Montiers, castellano d'Abbeville e signore di Ponthieu, Ugo I di Ponthieu e di Gisèle o Gisela di Francia, figlia di Ugo Capeto, duca dei Franchi e conte di Parigi, poi re di Francia.

## Biografia
Sempre secondo il Chronicon Centulense o Chronique de l'abbaye de Saint-Riquier, suo padre, Enguerrand I, uccise in combattimento, nel 1033, il conte di Boulogne, Baldovino II, e poi ne sposò la vedova, Adelina d'Olanda (il matrimonio tra Adelina ed Enguerrand ci viene confermato dalle Europäische Stammtafeln, vol II, cap. 2, non consultate), e si impossessò temporaneamente del ducato di Boulogne, assumendo il titolo di conte.
Nel 1035, Ugo viene citato unitamente al padre in un diploma di Enrico I di Francia.
Ancora secondo il Chronicon Centulense o Chronique de l'abbaye de Saint-Riquier, suo padre, Enguerrand I morì nel 1045 e fu tumulato nell'Abbazia di Saint-Riquier.
Ugo gli succedette in tutti i suoi titoli.
Seguì la politica di alleanza con la Normandia. Diede in sposa la figlia a Guglielmo (dopo il 1020-ca. 1055), conte d'Arques, figlio del duca di Normandia, Riccardo II, come ci viene confermato dal monaco cristiano e scrittore, normanno, Guglielmo di Jumièges, nel suo Historiae Normannorum scriptores antiqui; mentre il suo primogenito Enguerrand, sposò Adelaide, una sorella del duca di Normandia, Guglielmo II, come ci viene confermato dal The Complete Peerage (non consultato).
Tali alleanze si rinforzarono con quella conclusa tra i casati di Normandia e di Fiandra.
Ma il conte non poté raccogliere i frutti della sua politica: fu ucciso alcuni anni dopo, il 20 novembre 1052, ed ancora secondo il Chronicon Centulense o Chronique de l'abbaye de Saint-Riquier, fu inumato nell'abbazia di Saint-Riquier. Gli succedette il figlio primogenito Enguerrand.

## Matrimonio e discendenza
Verso il 1030 Ugo aveva sposato Berta, figlia ed ereditiera di Guerimfredo, signore di Aumale, come ci viene confermato dal The Complete Peerage (non consultato).Ugo da Berta ebbe cinque figli:
- Enguerrand († 1053), conte di Ponthieu e signore d'Aumale[1].
- Roberto († 1085 circa), confermato, ma non nominato dal Chronicon Centulense o Chronique de l'abbaye de Saint-Riquier[1]
- Ugo, che prese parte alla battaglia di Hastings, confermato, ma non nominato dal Chronicon Centulense o Chronique de l'abbaye de Saint-Riquier[1]
- Valerano († Mortemer 1054), confermato, ma non nominato dal Chronicon Centulense o Chronique de l'abbaye de Saint-Riquier[1]
- Beatrice, sposata a Guglielmo (dopo il 1020-ca. 1055), conte d'Arques, figlio del duca di Normandia, Riccardo II, come ci viene confermato daGuglielmo di Jumièges[5].

### Fonti primarie
- (LA)  Historiae Normannorum scriptores antiqui.
- (FR)  "Chronicon centulense", ou Chronique de l'abbaye de Saint-Riquier.

### Letteratura storiografica
- (FR) Pierre Bauduin, La Première Normandie (Xe-XIe siècles), Caen, Presses Universitaires de Caen, 2004, ISBN 2-84133-145-8.